# 永遠のアイドル、永遠の青春、松田聖子。〜45th Anniversary 究極オールタイムベスト〜
『永遠のアイドル、永遠の青春、松田聖子。〜45th Anniversary 究極オールタイムベスト〜』（エイエンノアイドル、エイエンノセイシュン、マツダセイコ。〜フォーティーフィフス・アニバーサリー・キュウキョクオールタイムベスト）は、2025年6月4日にリリースされた松田聖子のベスト・アルバム。発売元はユニバーサルミュージック内のレーベル・EMI Records。

## 概要
歌手デビューから45周年を記念して発売されたオールタイム・ベスト・アルバム。ライブビデオ「Pre 45th Anniversary Seiko Matsuda Concert Tour 2024 “lolli♡pop”」と同時発売となっている。
「45周年記念盤」、「通常盤」、「45周年限定プレミアムセット」の3形態で発売される。全形態共通で、ディスク1には代表曲であるA面曲、ディスク2にはB面曲やアルバム曲が、新録10曲を含むセルフカバー音源で計20曲収録される。また、ディスク1には45周年記念楽曲も収録される。「45周年記念盤」には、歴代シングルから松田本人が厳選した20曲以上の人気曲がオリジナルマスターから高音質マスタリングで収録される。「45周年限定プレミアムセット」 には通常盤同様にセルフカバー音源が、LPカラーヴァイナル2枚組 で収録される。また、松田監修によるオリジナルデザインのポータブル・レコードプレーヤーが同梱される。尚、「45周年限定プレミアムセット」 はUNIVERSAL MUSIC STORE内で3月10日から6月13日まで予約可能な期間限定商品となっている。

## 収録曲

### DISC.1 (全形態共通)
1. 青い珊瑚礁 ～Blue Lagoon～ 2025 Mix
2. チェリーブラッサム 2021
3. 赤いスイートピー English Version
4. 渚のバルコニー  2025
新録
5. 瞳はダイアモンド ～Diamond Eyes～
6. Rock'n Rouge 2025
新録
7. 時間の国のアリス ～Alice in the world of time～
8. ピンクのモーツァルト 2025
新録
9. Pearl-White Eve 2025
新録
10. あなたに逢いたくて 〜Missing You〜 2025
新録
11. Shapes Of Happiness
新録
12. 赤いスイートピー English Jazz Version (Bonus Track)

### DISC.2 (全形態共通)
1. レモネードの夏 2025
新録
2. 愛されたいの 2025
新録
3. 未来の花嫁 2025
新録
4. セイシェルの夕陽 〜40th Anniversary〜 2025 Mix
5. SWEET MEMORIES 〜甘い記憶〜
6. 蒼いフォトグラフ 〜Photograph of yesterdays〜
7. Star 2025
新録
8. 瑠璃色の地球 2020
9. 時間旅行 ～I still miss you～
10. ベルベットフラワー 2025
新録
11. Stardust
新録

### Disc 3 (45周年記念盤のみ)
1. 裸足の季節
2. 風は秋色
3. 白いパラソル
4. 風立ちぬ
5. 赤いスイートピー
6. 野ばらのエチュード
7. 天国のキッス
8. ハートのイアリング
9. ボーイの季節
10. Strawberry Time
11. Precious Heart
12. きっと、また逢える…

### Disc 4 (45周年記念盤のみ)
1. 大切なあなた
2. 素敵にOnce Again
3. さよならの瞬間
4. 私だけの天使 〜Angel〜
5. Gone with the rain
6. 恋する想い〜Fall in love〜
7. 20th Party
8. いくつの夜明けを数えたら
9. 薔薇のように咲いて 桜のように散って
10. 風に向かう一輪の花
11. 私の愛

## 演奏
Disc 1
渚のバルコニー 2025
- 松田聖子：Vocal, Chorus
- 伊藤“ショボン”太一：Drums
- 須藤満：Bass
- 佐々木秀尚：Guitar
- 阿部美緒：1st Violin
- 保科由貴：2nd Violin
- 萩原薫：Viola
- 大沼深雪：Cello

Rock'n Rouge 2025
- 松田聖子：Vocal, Chorus
- 伊藤“ショボン”太一：Drums
- 須藤満：Bass
- 佐々木秀尚、坪井寛：Guitar
- 柴山貴生：Trumpet, Flugelhorn
- 竹上良成：Sax, Flute
- 鹿討奏：Trombone
- 野崎洋一：All Other Instruments

ピンクのモーツァルト 2025
- 松田聖子：Vocal, Chorus, Additional Percussion
- 坪井寛：Guitar
- 竹上良成：Flute
- 阿部美緒：1st Violin
- 保科由貴：2nd Violin
- 萩原薫：Viola
- 大沼深雪：Cello
- 野崎洋一：All Other Instruments

Pearl-White Eve 2025
- 松田聖子：Vocal, Chorus
- 吉田太郎：Drums
- 田辺トシノ：Bass
- 坪井寛：Guitar
- 阿部美緒：1st Violin
- 保科由貴：2nd Violin
- 萩原薫：Viola
- 大沼深雪：Cello
- 野崎洋一：All Other Instruments

あなたに逢いたくて 〜Missing You〜
- 松田聖子：Vocal, Chorus
- 吉田太郎：Drums
- 竹上良成：Sax
- 野崎洋一：All Other Instruments

Shapes Of Happiness
- 松田聖子：Vocal
- 槇原敬之、加藤いづみ：Chorus
- 毛利泰士：Programming, Conga, Tambourine, Triangle, Cymbal, Cymbal Roll, Hi-Hat
- 石成正人：Electric Guitar
- Tomi Yo：Strings Arrangement, Brass Arrangement
- 鈴木正則、佐々木史郎：Trumpet
- 半田信英：Trombone
- 庵原良司：Tenor Sax
- 吉田宇宙、大槻桃斗、島内晶子、名倉主：1st Violin
- 伊勢三木子、田代裕貴、島田光理：2nd Violin
- 金孝珍、金子由衣、世川すみれ、武市華奈：Viola
- 村中俊之、稲本有彩、原口梓、今井香織：Cello

Disc 2
レモネードの夏 2025
- 松田聖子：Vocal, Chorus
- 野崎洋一：All Other Instruments, Chorus
- 吉田太郎：Drums
- 田辺トシノ：Bass
- 坪井寛：Guitar
- 竹上良成：Flute

愛されたいの 2025
- 松田聖子：Vocal, Chorus
- 野崎洋一：All Other Instruments
- 伊藤太一：Drums
- 須藤満：Bass
- 佐々木秀尚：Guitar

未来の花嫁 2025
- 松田聖子：Vocal, Chorus
- 野崎洋一：All Other Instruments, Chorus
- 伊藤太一：Drums
- 須藤満：Bass
- 佐々木秀尚、坪井寛：Guitar

Star 2025
- 松田聖子：Vocal, Chorus, Drums
- 野崎洋一：All Other Instruments

ベルベット・フラワー 2025
- 松田聖子：Vocal, Chorus
- 野崎洋一：All Other Instruments
- 吉田太郎：Drums
- 田辺トシノ：Bass

Stardust
- 松田聖子：Vocal
- 武部聡志：Piano
- 鶴谷智生：Drums
- 遠山哲朗：Guitar
- 安達貴史：Bass
- 朝川朋之：Harp
- 今野均グループ：Strings
- 庵原良司、藤林祐聖、竹野昌邦、竹村直哉：Sax
- 鹿討奏、五十嵐誠、半田信英、細貝潤：Trombone
- 黒田由樹：Flute
- 前田雄吾：Manipulator